# Stephen Hague
Stephen Hague es un productor de música estadounidense con diversos actos británicos en la década de 1980. Fue una figura influyente en el movimiento synth pop.

## Principios de carrera
Comenzando su carrera como tecladista de sesión y miembro de la banda Jules and the Polar Bears, comenzó su carrera de producción al producir 2 álbumes de la banda retoño de la década de 1980 Sparks Gleaming Spires, el primer álbum grabado en su casa de 4 pistas generando el éxito radial de L.A. "Are You Ready For The Sex Girls" en la discográfica Posh Boy, una grabación incluida posteriormente en películas de Hollywood Last American Virgin, Revenge of the Nerds y Just Can't Get Enough: The Chippendales Story.

## Influencia en actos británicos
La primera producción conocida de Hague en el Reino Unido fue en el sencillo de Malcolm McLaren "Madam Butterfly". Su primera producción de álbum fue para Crush de Orchestral Manoeuvres in the Dark. Posteriormente trabajó con Public Image Ltd., Pet Shop Boys, New Order, Melanie C, Peter Gabriel, Dubstar,  Erasure y Robbie Robertson, produciendo sus respectivos éxitos "West End Girls", "True Faith", "Star" y "A Little Respect." Él fue también responsable por el gran éxito que tuvo Siouxsie and the Banshees en los EE. UU. con el sencillo "Kiss Them For Me".

## Créditos de producción
- 1980 Bob Beland; Stealing Cars b/w "I Can Walk Away" 7" single
- 1980 Roger Swallow; LP "CUT"
- 1981 Slow Children  - Slow Children
- 1981 Gleaming Spires compilación "Are You Ready For The Sex Girls" Rodney On The Roq 2
- 1981 Gleaming Spires LP "Songs of The Spires"
- 1982 Bob Beland; E.P. "Bob Beland"
- 1983 Gleaming Spires LP "Walk On Well Lighted Streets"
- 1983 Rock Steady Crew álbum "Hey you, the rock steady crew" (escrito y producido)
- 1984 Malcolm McLaren - "Madam Butterfly (Un Bel Di Vedremo)"
- 1984 Andy Pratt - "Fun in the First World"
- 1985 Orchestral Manoeuvres in the Dark - Crush
- 1985 Andy Pratt - "Not Just for Dancing" (ahora "Age of Goodbye")
- 1986 Pet Shop Boys - Please
- 1986 Orchestral Manoeuvres in the Dark - The Pacific Age
- 1986 Pete Shelley - "Heaven & the Sea"
- 1987 New Order - "True Faith" / "1963"
- 1987 Pet Shop Boys - "What Have I Done to Deserve This?", "It's a Sin", "King's Cross" de Actually
- 1987 Communards - Red
- 1987 Varios artistas - Some Kind of Wonderful
- 1988 Climie Fisher - Everything
- 1988 Erasure - The Innocents
- 1988 Jane Wiedlin - Fur
- 1989 Pere Ubu - Cloudland
- 1989 Holly Johnson - "Love Train" & "Heaven's Here" de Blast
- 1989 New Order - "Round & Round" (versiones sencillo de 7" & 12")
- 1989 Public Image Ltd. - 9
- 1990 Jimmy Somerville - Read My Lips
- 1990 Marc Almond A lover spurned, sencillo de 7" del álbum Enchanted
- 1990 New Order - "World in Motion"
- 1991 Banderas - "This Is Your Life"
- 1991 Siouxsie and the Banshees - Superstition
- 1991 Chapterhouse - "Falling Down"
- 1991 Electronic - "Feel Every Beat" (sencillo) (producción adicional y remix)
- 1991 Pet Shop Boys - "DJ Culture" (sencillo) (producción adicional y mezcla de 7”)
- 1992 Electronic - "Disappointed" (sencillo) (producción adicional y mezcla de 7”)
- 1993 One Dove - "Morning Dove White"
- 1993 New Order - Republic
- 1993 The Other Two - The Other Two & You
- 1993 Morten Harket - "Can't Take My Eyes Off You"
- 1993 Pet Shop Boys - Very (producción adicional)
- 1994 Blur - "To The End"
- 1995 Dubstar - Disgraceful (coproducido con Graeme Robinson)
- 1995 Jimmy Somerville - "Heartbeat"
- 1995 Gregory Gray 'euroflake in silverlake"
- 1995 Frances Ruffelle - "God Watch Over You" (sencillo)
- 1996 Robbie Williams - "Freedom" (sencillo)
- 1997 Dubstar - Goodbye
- 1997 James - Whiplash (coproducida con Brian Eno)
- 1997 ManBREAK - "Come and See"
- 1998 Ace of Base - Cruel Summer (coproducida)
- 1998 Pretenders - Viva el amor
- 1999 Technique - Pop Philosophy
- 2000 Tom Jones - Reloaded
- 2001 Afro Celt Sound System – Volume 3: Further in Time
- 2001 Closer to Heaven (álbum) (coproducido con Pet Shop Boys)
- 2002 a-ha – Lifelines
- 2004 Peter Gabriel- UP (coproducido con Peter Gabriel)
- 2005 The Modern - Life In A Modern World (Album) - unreleased (véase debajo Matinée Club)
- 2005 David Mead - Wherever You Are (EP)
- 2007 Client - Heartland (few songs)
- 2007 The Cinematics - "A Strange Education"
- 2007 Melanie C - I Want Candy
- 2007 Melanie C - Understand (remix)
- 2008 Big Blue Ball (coproducido con Peter Gabriel)
- 2008 Fryars- (sencillos)
- 2009 Robbie Williams
- 2010 Akira the Don - The Life Equation